# 1648 Шайна
1648 Шайна (1648 Shajna) — астероїд головного поясу, відкритий 5 вересня 1935 року.
Тіссеранів параметр щодо Юпітера — 3,606.
Названий на честь Г.А.Шайна (1892—1956) — астронома, астрофізика, фахівця з спектроскопії родом з Одеси.